# Mon Desir-Silver Stream
Mon Desir-Silver Stream es una localidad de Trinidad y Tobago, que forma parte de la región de Siparia.

## Geografía
La localidad abarca parte de la isla Trinidad y limita al norte con Aripero Village, al sur con Forest Reserve, al este con Mon Desir y Gheerahoo y al oeste con Rousillac y Cochrane.

## Demografía
Datos demográficos de la localidad de Mon Desir-Silver Stream:
| Gráfica de evolución demográfica de Mon Desir-Silver Stream entre 2000 y 2011 |
|                                                                               |